# Ткачук, Сергей Владимирович
Серге́й Влади́мирович Ткачу́к (укр. Сергій Володимирович Ткачук; 15 февраля 1992, Киев, Украина) — украинский и казахстанский футболист, вратарь.

## Карьера

### Клубная
Является воспитанником украинского футбола. Начал заниматься футболом с 7 лет. До переезда в Казахстан играл за молодёжную команду киевского «Динамо». В 2012 подписал контракт с карагандинским «Шахтёром» и продолжил играть за молодёжь в составе новой команды. За основу Сергей дебютировал в играх кубка Казахстана в 2012 году. В играх национального первенства впервые сыграл в матче против талдыкорганского клуба «Жетысу» в сезоне-2013.
В марте 2016 года снова стал игроком карагандинского «Шахтёра».

### В сборной
В составе молодёжной сборной отыграл 10 матчей.

## Достижения
«Шахтёр»
- Обладатель Кубка Казахстана: 2013
- Обладатель Суперкубка Казахстана: 2013

«Кайрат»
- Обладатель Кубка Казахстана: 2014

## Статистика
| Клуб             | Сезон            | Лига             | Лига  | Лига | Кубки  | Кубки | Кубки | Конт. турниры | Конт. турниры | Конт. турниры | Прочие | Прочие | Прочие | Всего | Всего |
| Клуб             | Сезон            | Сорев.           | Матчи | Голы | Сорев. | Матчи | Голы  | Сорев.        | Матчи         | Голы          | Сорев. | Матчи  | Голы   | Матчи | Голы  |
| ---------------- | ---------------- | ---------------- | ----- | ---- | ------ | ----- | ----- | ------------- | ------------- | ------------- | ------ | ------ | ------ | ----- | ----- |
| Нива (Тернополь) | 2010/11          | ВЛУ              | 2     | 6    | КУ     | ?     | ?     | -             | -             | -             | -      | -      | -      | 2     | 6     |
| Нива (Тернополь) | Всего            | Всего            | 2     | 6    |        | 0     | 0     |               | -             | -             |        | -      | -      | 2     | 6     |
| Шахтёр           | 2012             | ЧК               | 0     | 0    | КК     | 2     | 0     | ЛЧ            | 0             | 0             | СК     | 0      | 0      | 2     | 0     |
| Шахтёр           | 2013             | ЧК               | 6     | 6    | КК     | 1     | 2     | ЛЧ+ЛЕ         | 0+0           | 0+0           | СК     | 0      | 0      | 7     | 8     |
| Шахтёр           | Всего            | Всего            | 6     | 6    |        | 3     | 2     |               | 0             | 0             |        | 0      | 0      | 9     | 8     |
| Кайрат           | 2014             | ЧК               | 0     | 0    | КК     | 2     | 2     | ЛЕ            | 0             | 0             | -      | -      | -      | 2     | 2     |
| Кайрат           | Всего            | Всего            | 0     | 0    |        | 2     | 2     |               | 0             | 0             |        | 0      | 0      | 2     | 2     |
| Всего за карьеру | Всего за карьеру | Всего за карьеру | 8     | 12   |        | 5     | 4     |               | 0             | 0             |        | 0      | 0      | 13    | 16    |